# Saint Andrews, South Carolina
Saint Andrews är en ort i Richland County i delstaten South Carolina, USA.